# Подграђе (Омиш)
Подграђе је насељено место у саставу града Омиша, Сплитско-далматинска жупанија, Република Хрватска.

## Историја
До територијалне реорганизације у Хрватској налазило се у саставу старе општине Омиш.

## Становништво
На попису становништва 2011. године, Подграђе је имало 280 становника.
| Број становника по пописима | Број становника по пописима | Број становника по пописима | Број становника по пописима | Број становника по пописима | Број становника по пописима | Број становника по пописима | Број становника по пописима | Број становника по пописима | Број становника по пописима | Број становника по пописима | Број становника по пописима | Број становника по пописима | Број становника по пописима | Број становника по пописима | Број становника по пописима |
| --------------------------- | --------------------------- | --------------------------- | --------------------------- | --------------------------- | --------------------------- | --------------------------- | --------------------------- | --------------------------- | --------------------------- | --------------------------- | --------------------------- | --------------------------- | --------------------------- | --------------------------- | --------------------------- |
| 1857                        | 1869                        | 1880                        | 1890                        | 1900                        | 1910                        | 1921                        | 1931                        | 1948                        | 1953                        | 1961                        | 1971                        | 1981                        | 1991                        | 2001                        | 2011                        |
| 338                         | 326                         | 316                         | 377                         | 409                         | 458                         | 411                         | 507                         | 504                         | 519                         | 507                         | 479                         | 409                         | 332                         | 312                         | 280                         |

### Попис1991.
На попису становништва 1991. године, насељено место Подграђе је имало 332 становника, следећег националног састава:
| Попис 1991.‍  | Попис 1991.‍  | Попис 1991.‍ | Попис 1991.‍ | Попис 1991.‍ |
| ------------ | ------------ | ----------- | ----------- | ----------- |
|              |              |             |             |             |
| Хрвати       | Хрвати       |             | 328         | 98,79%      |
| неопредељени | неопредељени |             | 1           | 0,30%       |
| непознато    | непознато    |             | 3           | 0,90%       |
| укупно: 332  |              |             |             |             |